# Man's Lust for Gold
Man's Lust for Gold é um filme mudo norte-americano em curta-metragem, do gênero dramático, dirigido por D. W. Griffith em 1912 e estrelado por Blanche Sweet.

## Elenco
- Blanche Sweet
- Robert Harron
- Frank Opperman
- Charles Hill Mailes
- William J. Butler
- William A. Carroll
- David Miles (não confirmado)
- Jack Pickford